# ميخائيل سكوت (مدير)
ميخائيل سكوت (بالإنجليزية: Michael Scott)‏ هو مسؤول رياضي ومدير أسترالي، ولد في 9 فبراير 1956.